# ويندوز آر تي
ويندوز آر تي (بالإنجليزية: Windows RT)‏ هو نظام تشغيل من مايكروسوفت متخصص للحواسيب اللوحية، وهو يُعدُّ النسخة ذات العمر الطويل للعمل أثناء التنقل، صُمِّمت أجهزة الحواسيب التي تعمل بنظام التشغيل ويندوز آر تي للاستمتاع وسهولة الاستخدام والحركة وإنجاز المهام. وتتميز هذه الأجهزة بأنها تكون رفيعة السُمك وملساء وتتمتع بعمر بطارية طويل ومجهزة بخاصية اللمس. يتضمن نظام التشغيل ويندوز آر تي العديد من الميزات الموجودة في ويندوز 8، ولكنه نظام تشغيل جديد للحواسيب اللوحية خفيفة الوزن ورفيعة السُمك. ويستطيع المستخدم تنزيل التطبيقات بواسطة متجر ويندوز، ويتوافق نظام التشغيل ويندوز آر تي مع الطابعات وأجهزة الفأرة ولوحات المفاتيح والسماعات والأجهزة الأخرى الملصق بها شعار Designed for Windows RT ( مصمم لـويندوز 8 قوس واللتي تعمل مباشرة ودون الحاجة إلى تثبيت برامج تشغيل.

## اللغات المدعومة
- العربيَّة .
- الإنجليزيَّة ( المملكة المتحدة قوس .
- الإنجليزيَّة ( الولايات المتحدة قوس .
- الصينية المبسطة .
- الصينية التقليدية ( هونغ كونغ قوس .
- الصينية التقليدية ( تايوان قوس .
- الهولندية .
- الفرنسية .
- الألمانية .
- العبرية .
- الإيطالية .
- اليابانية .
- الكورية .
- البرتغالية ( البرازيل قوس .
- الروسية .
- الإسبانية .

## روابط خارجية
- لمعرفة المزيد عن ويندوز آر تي من الموقع الرسمي .